# Thingalnagar
Thingalnagar es una ciudad y nagar Panchayat situada en el distrito de Kanyakumari en el estado de Tamil Nadu (India). Su población es de 13567 habitantes (2011).

## Demografía
Según el censo de 2011 la población de Thingalnagar era de 13567 habitantes, de los cuales 6729 eran hombres y 6838 eran mujeres. Thingalnagar tiene una tasa media de alfabetización del 93,36%, superior a la media estatal del 80,09%: la alfabetización masculina es del 95,48%, y la alfabetización femenina del 91,29%.